# Босанско-Грахово (община)
Община Босанско-Грахово (босн. и хорв. Opština Bosansko Grahovo, серб. Општина Босанско Грахово) — боснийская община в составе Федерации Боснии и Герцеговины, расположенная в западной части Боснии и Герцеговины. Административным центром является город Босанско-Грахово.